# Medeski Martin & Wood
Medeski Martin & Wood (MMW) ist ein US-amerikanisches Jazz-Trio, das 1991 unter dem Namen Coltrane’s Wig gegründet wurde. Es besteht aus John Medeski (Keyboards), Billy Martin (Schlagzeug) und Chris Wood (Bass).

## Geschichte
1990 lernten sich John Medeski und Chris Wood auf einer Tour ihres gemeinsamen Freundes Bob Moses durch Israel kennen. Moses war zuvor auch Mentor des Schlagzeugers Billy Martin, den er Medeski und Wood nach der Tour vorstellte.
Auf erste Auftritte im renommierten New Yorker Jazzclub Village Gate folgten weitere Gigs in der alten Knitting Factory, die bis 1994 noch in der Houston Street zu finden war und recht früh (vermeintlich) enge Kategorien wie Jazz oder Rock zu sprengen wusste. Die Musikzeitschrift Rolling Stone bezeichnete den Club 1991 als „Synonym für neuartige Musik“.
Insofern passt der Ort zur Musik von Medeski, Martin und Wood, die sich jeder näheren Definition entzog: „Wir machen so etwas wie Jazz, indem wir eine Instrumentalgruppe sind, aber wir spielen definitiv keinen swingenden Jazz. Wir grooven.“ (Medeski)
Zunächst bestritten die drei Musiker Auftritte unter dem Namen Coltrane’s Wig. Kurze Zeit später verwarfen sie diesen Namen und treten seitdem als Medeski, Martin & Wood auf.
Sie begannen selbstorganisiert durch die USA zu touren und nahmen sich hierbei ein Beispiel an Pat Metheny: Im VW-Bus bereisten sie das Land, spielten in Rock-Clubs, Cafés und wo man sie spielen ließ. So sprengten sie ein weiteres Mal die Grenzen des etablierten Jazzbetriebs, erschlossen aber gleichzeitig ein neues Publikum.
Ihr Debüt-Album Notes From the Underground nahmen MMW in den Monaten nach der Tour auf und veröffentlichten es über das Indie-Label Hap Jones. Ein Jahr später folgte der erste Vertrag mit Gramavision; das von Jim Payne produzierte Album It’s a Jungle in Here wurde veröffentlicht. Nach ihrem vierten und bestverkauften Album (Shack-man, benannt nach dem Baumhaus [engl. „shack“] in den Wäldern von Hawaii, wo sie das Album aufnahmen) und weiteren Gigs in der Knitting Factory (den legendären „Shack-Parties“) wechselten MMW schließlich zum renommierten Label Blue Note Records.
Neben einer Kollaboration mit John Scofield, mit dem sie bereits 1998 dessen Album A Gogo eingespielt hatten, Out Louder (veröffentlicht 2006 unter dem Namen Medeski, Scofield, Martin & Wood), veröffentlichten die drei Musiker im selben Jahr die Anthologie Note Bleu, eine Kollektion aus ihren bisherigen sechs Alben bei Blue Note Records.

## Diskographie
- Notes from the Underground, Accurate Records, 1992 (mit u. a. Thomas Chapin)
- It’s a Jungle in Here, 1993
- Friday Afternoon in the Universe, 1995
- Shack-man, 1996
- Farmer’s Reserve, 1997
- Bubblehouse, 1997 (teilweise Remixes; Dracula Remix mit John Zorn)
- John Scofield A Go Go, 1998
- Combustication, 1998
- Combustication Remixes, 1999
- Last Chance to Dance Trance (Perhaps), 1999 (Kompilation früher Stücke von 1991 bis 1996 sowie Live-Aufnahmen)
- Tonic, 2000
- The Dropper, 2000
- Electric Tonic, 2001
- Uninvisible, 2002
- End Of The World Party (Just in Case), 2004
- Medeski, Scofield, Martin & Wood: Out Louder, 2006
- Note Bleu – Best of the Blue Note Years 1998-2005, 2006 (Anthologie der bisherigen sechs Blue-Note-Records-Alben)
- Let’s Go Everywhere, 2008 (mit Kindermusik)
- Zaebos: The Book of Angels Volume 11, 2008 (Kompositionen aus John Zorns Book of Angels)
- Radiolarians, 2008–2009 (Vols. I, II, III)
- The Stone: Issue Four, 2010 (aus einer Benefiz-Serie zu Gunsten des Clubs The Stone)
- Medeski, Scofield, Martin & Wood: In Case The World Changes Its Mind, 2011
- Free Magic, 2012 (Indirecto Records)
- Woodstock Sessions, Vol. 2, 2014 (mit Nels Cline)
- Medeski, Scofield, Martin & Wood: Juice, 2014
- Medeski Martin & Wood with Alarm Will Sound: Omnisphere (Indirecto, 2018)